# Amphiglossus elongatus
Amphiglossus elongatus (Angel, 1933) è un sauro della famiglia Scincidae, endemico del Madagascar.

## Distribuzione e habitat
L'areale della specie è ristretto al Madagascar settentrionale.